# معرض أبوتسفورد الدولي للطيران
معرض أبوتسفورد الدولي للطيران، (بالإنجليزية: Abbotsford International Airshow). يقام معرض أبوتسفورد الدولي سنويا في يوم الجمعة والسبت والأحد الثاني في أغسطس في مطار أبوتسفورد الدولي في أبوتسفورد، كولومبيا البريطانية، كندا.
وهو أكبر معرض طيران في كندا. في منتصف السبعينيات، اعتمد رئيس الوزراء بيير ترودياو، أبوتسفورد كمعرض طيران وطني في كندا. ويضم كلا من الطائرات العسكرية والمدنية من كندا والولايات المتحدة، وفي بعض الأحيان الطائرات العسكرية من بلدان أخرى مثل بريطانيا وألمانيا (2000)، وروسيا.
متوسط الحضور السنوي 125,000 شخص مما يجعله أكبر عرض جوي على الساحل الغربي لأمريكا الشمالية.

## خلفية تاريخية

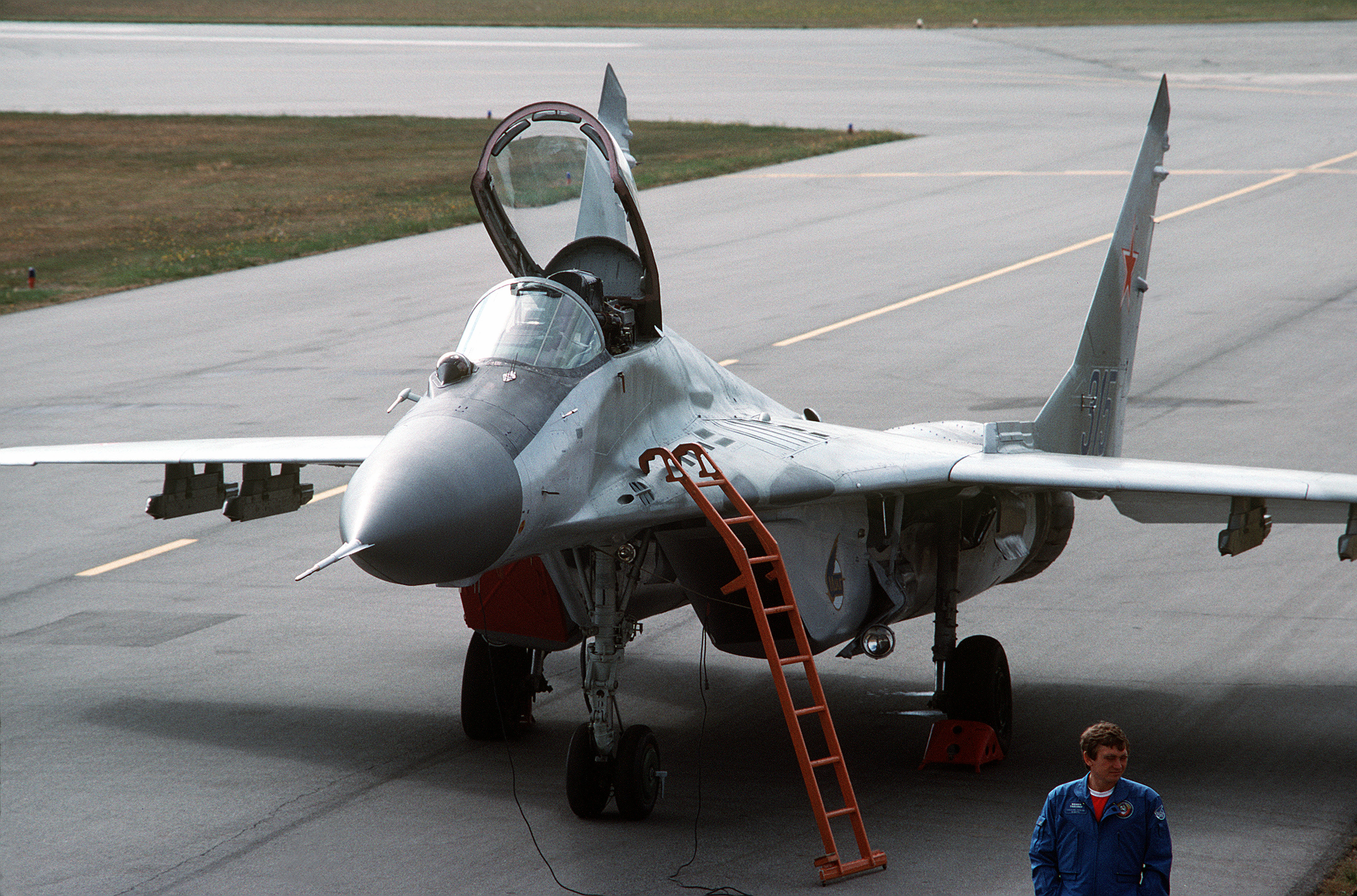
مقاتلة من طراز ميج 29 واقفة على المدرج بعد رحلة عرض في معرض أبوتسفورد للطيران، 1989.

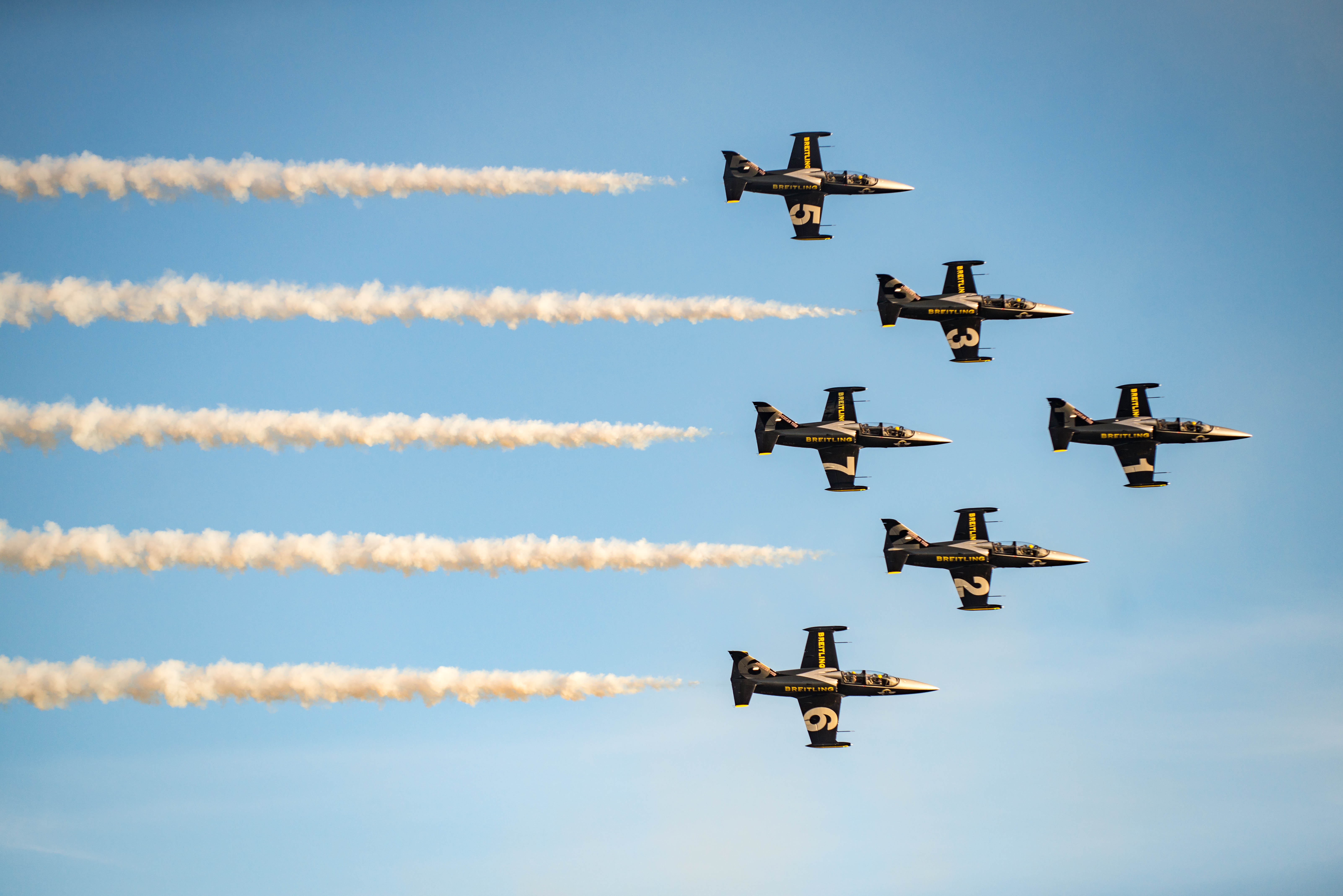
عرض جوي في معرض أبوتسفورد الدولي للطيران 2016.

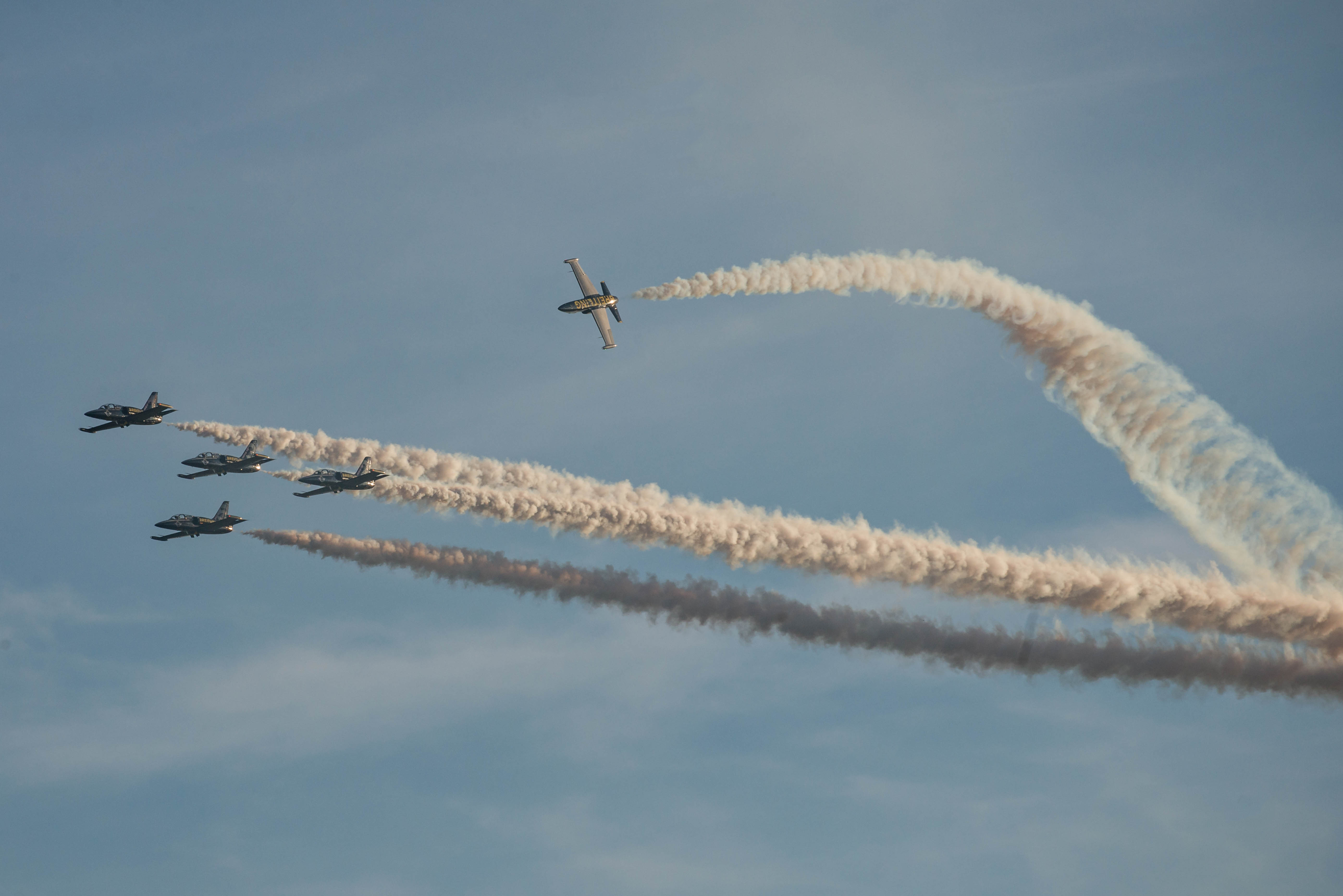
معرض أبوتسفورد للطيران، 2016.

بدأ العرض الجوي في عام 1962 من قبل نادي أبوتسفورد للطيران. وقد شهد المعرض نموا مستمرا خلال الستينيات والسبعينات.
كما تم العرض في عام 1986 بالتعاون مع معرض اكسبو 86، معرض فانكوفر في العالم. وشهد هذا إدراج العديد من الفرق الأوروبية مثل باترويل دي فرنسا و فريس تريكولوري للمشاركين التقليديين ... وكذلك السوفيتية الأوكرانية أنتونوف أن-124.
وفي عام 1989، سجل المعرض رقما قياسيا لثلاثة أيام بلغ 321 الف شخص. وقد مثل الاتحاد السوفييتي من قبل عدد كبير من الطائرات في أبوتسفورد. وكان أول ظهور لها في أمريكا الشمالية بطائرتين من طراز ميج 29 فولكرومز (واحد ومقعدين)، وطائرة سو-26M البهلوانية، وطائرة هليكوبتر كا-32 و أن-225 مريا، أكبر طائرة في العالم. وكان الطيار أناتولي كفوشور يقدم العرض بطراز ميج 29 في أبوتسفورد، الذي تخرج من ميغ-29 في لو بورجيه، فرنسا قبل أشهر قليلة. وكان التاريخ في أبوتسفورد في اليوم الأخير من العرض عندما أصبح الرائد بوب واد، القوات المسلحة الكندية سف-18 هورنيت، أول طيار غربي للطيران طائرة مقاتلة حديثة من الاتحاد السوفييتي. استغرق الرائد بوب واد السيطرة على ميغ-29UB مقعدين الطائرة مع السوفياتي الطيار فاليري مينيتسكي. ومن بين النقاط البارزة الأخرى في العرض أول ظهور في أبوتسفورد لمفجر لانكاستر الوحيد في الولايات المتحدة، وعودة ثندربيردز لأول مرة منذ عام 1981.
وقد أثر تخفيض النفقات الدفاعية بعد الحرب الباردة على حضور الفرق والطائرات العسكرية طوال التسعينات. وأسفرت الإدارة المالية الضعيفة عن إلغاء العرض السنوي في عام 1998 والعودة في عام 1999.
في عام 1994 تزوج دان ولوريتا نيوال قبل بداية العرض، وكان أول حفل زفاف في تاريخ 33 عاما من العرض. «لا أفعل» كانت غير مسموع تقريبا بسبب هاريرز تقلع من ست دقائق قبل الموعد المحدد. تم تقاسم كعكة الزفاف مع الناس حول موقع المعرض. أعطت قناة CTV كل منهم خمس دقائق من وقت البث على الأخبار.
في عام 1995، في حين أن معرض أبوتسفورد للطيران تضمن جانبا لتجارة الأسلحة، صنفها مشروع رقابة كندا على أنه ثاني أكثر الأخبار رقابة من العام. وشهد المعرض التجاري زيارة مندوبين من دول مثل الولايات المتحدة والمملكة العربية السعودية لتفتيش وشراء الاسلحة.
وكان الاحتفال بالذكرى الأربعين لإنشائه في عام 2002 إنجازا هاما؛ كان هذا العام معلما بارزا في حين هددت الرحلات الجوية عبر أمريكا الشمالية بالإلغاء بسبب ارتفاع تكاليف التأمين بعد 11 سبتمبر.
في عام 2014 كان من أفضل عشرة معارض طيران في العالم ، وعقد أيضا عرض الشفق للمرة الأولى. في ديسمبر 2014 فاز المعرض الجوي بجائزة الفخامة الفخمة المرموقة من المجلس الدولي للطيران.
في عام 2015 واصل المعرض الجوي نجاحات معرض الشفق، وكان فريق طائرة بريتلينغ من فرنسا بؤدي أول عرض كندي. وبالإضافة إلى ذلك، استضاف المعرض الجوي أوساف F-22 رابتور للمرة الأولى.
في عام 2016 قدم اثنين من طائرات الجيل الخامس أوساف F-35A البرق إي الطائرات المقاتلة. وهذا من شأنه أن يمثل أول ظهور ل F-35 في كندا. على الرغم من أن اثنين من الطائرات كانت في المعرض الجوي وضعت واحدة فقط على شاشة ثابتة.

## الوقت الحاضر
يتم تشغيل المعرض الآن من قبل جمعية أبوتسفورد الدولية للطيران.

## الأداء

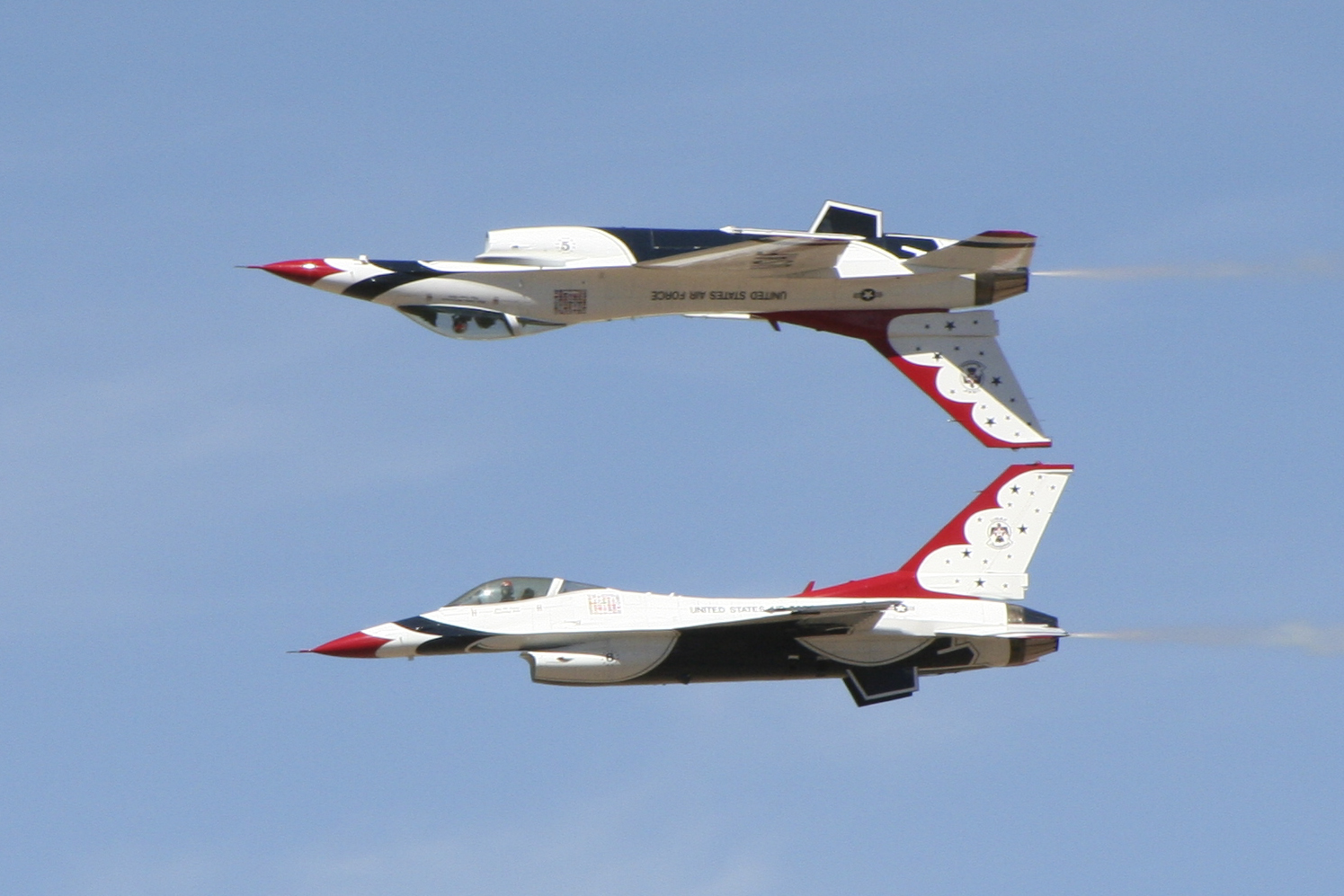
طائرتان في تشكيلة عكسية. لطيور الصاعقة في معرض أبوتسفورد للطيران، 2016.

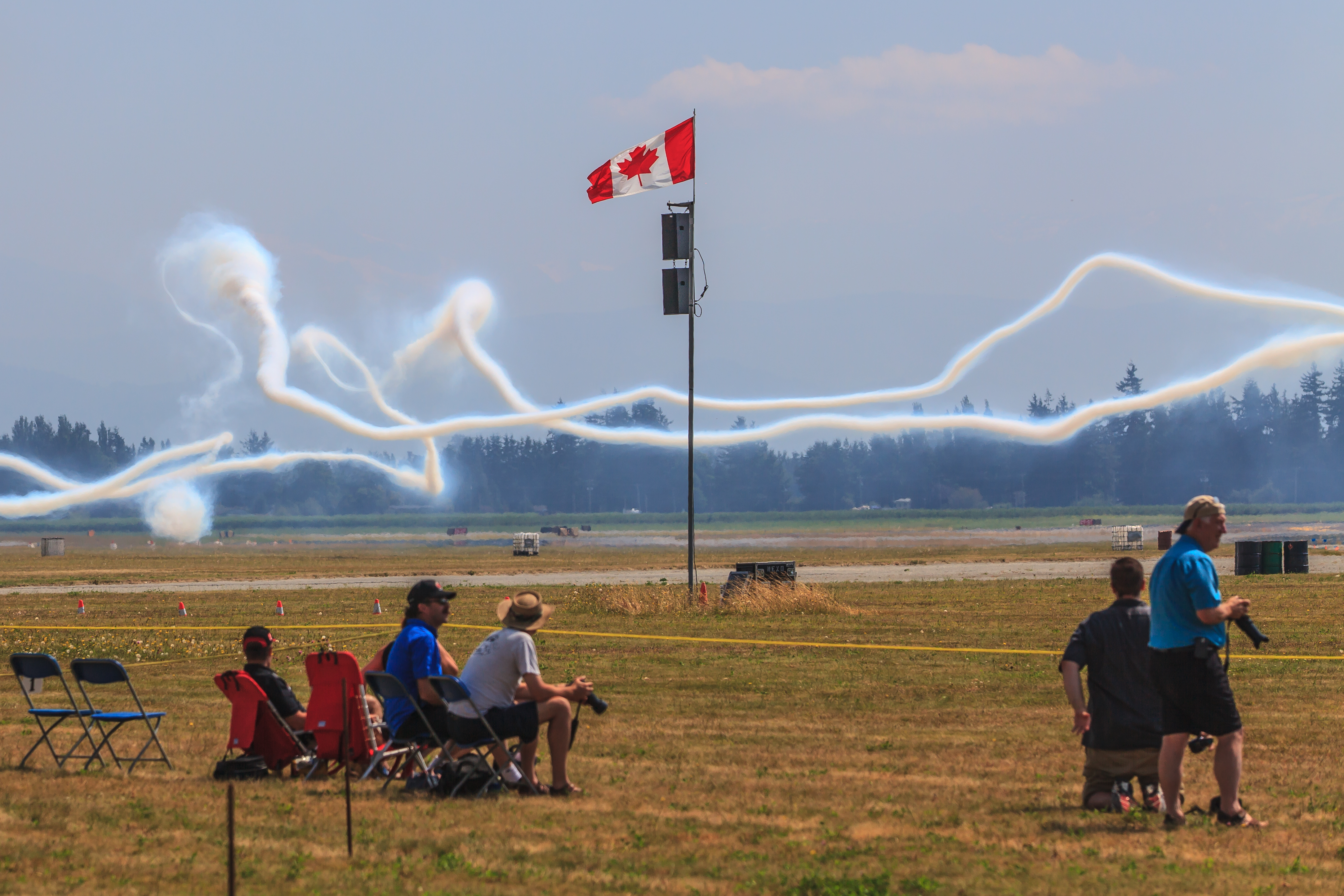
معرض أبوتسفورد الدولي للطيران 2011.

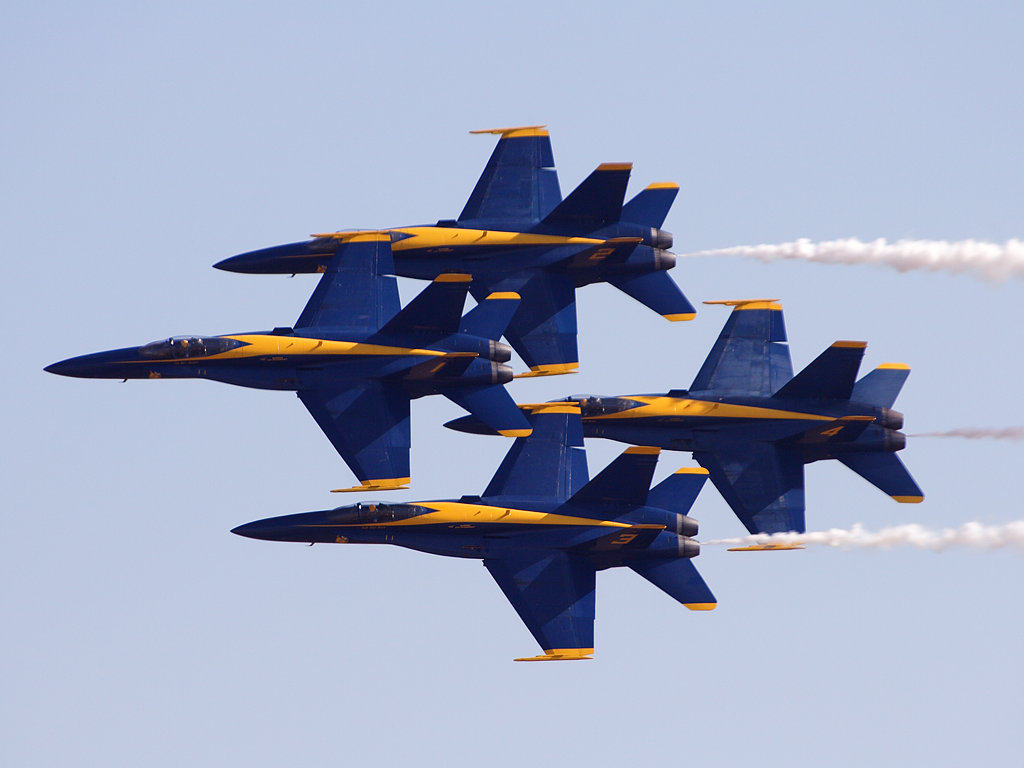
الملائكة الزرق، فريق البحرية الأمريكية الإستعراضي.

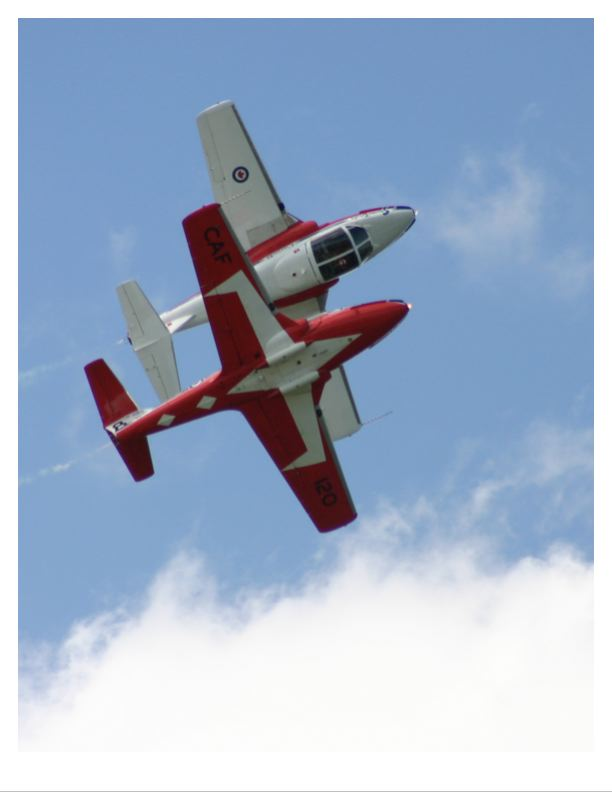
معرض أبوتسفورد عرض جوي لطيور الثلج، كندا.

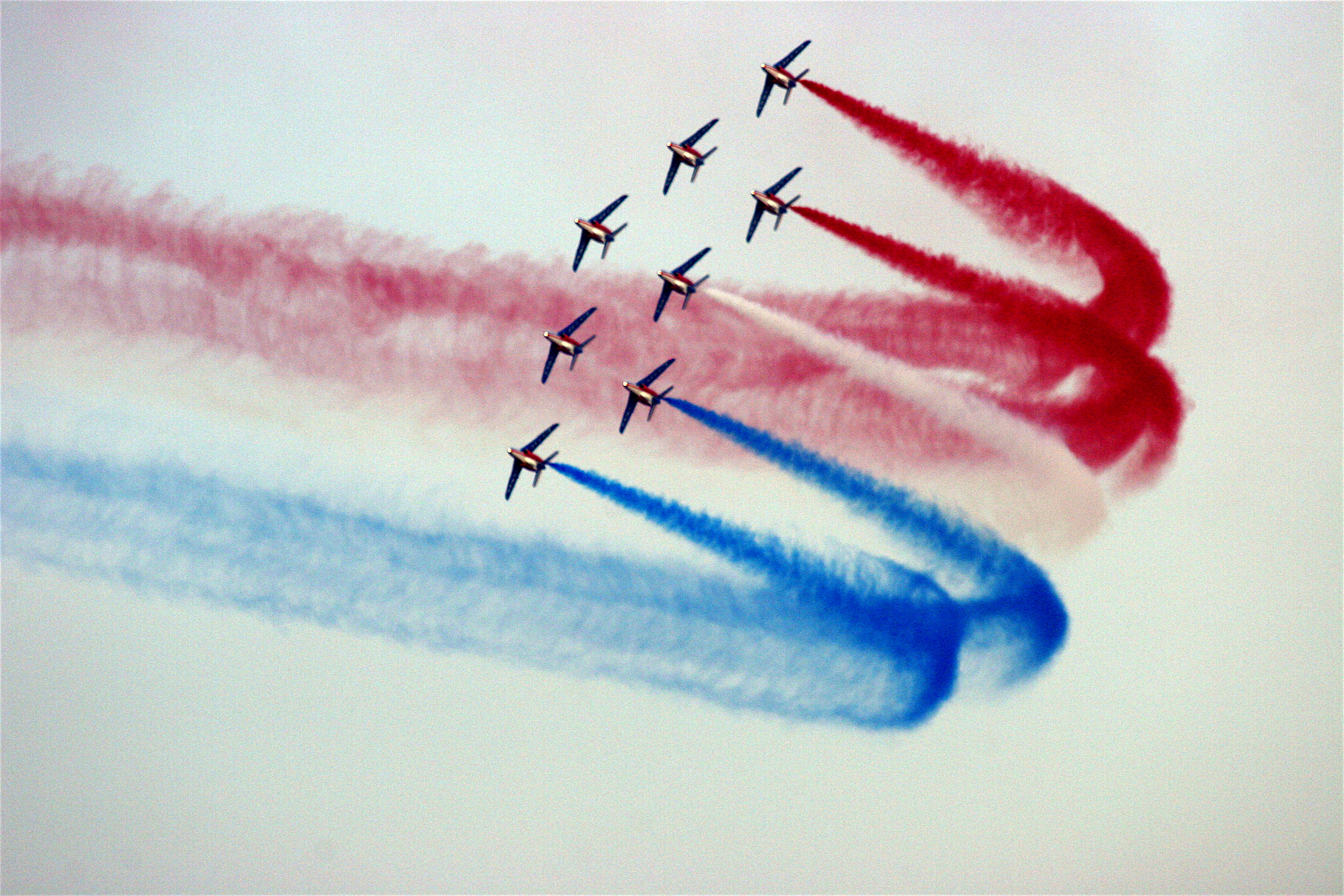
استعراضات دورية فرنسا من 8 طائرات ألفا جت

حاليا الثنائي يتكون من روي هافيلي وكين هيلدبراندت، أكثر شيوعا المعروفان باسم H2A2 أو هافيلي وهيلدبراندت مذيعون المعرض الجوي كل عام.
بدأ روي هافيلي الإعلان في أبوتسفورد في عام 1999، وحصل على جائزة المجلس الشمالي الغربي للعروض الجوائز لعام 2005، وجائزة إريك بيرد التذكارية لرحلة الطيران لعام 2006. ويذيع روي أيضا في العديد من المعارض الجوية الأخرى في جميع أنحاء كندا والولايات المتحدة الأمريكية، وكذلك في المناسبات الخاصة الأخرى.
كين هيلدبراندت هو أحدث صوت في أبوتسفورد. بدأ يعلن في عام 2007. وبعد أن حضر كل عرض ابوتسفورد منذ عام 1979، لاحظ أنه في حين كان تأسر بالتأكيد من قبل العديد من الآلات الطائرة المدهشة التي صرخت فوق رأسه كل صيف، أصبح مهتما بشكل خاص في الأشخاص الذين عمل معهم على مدى بصوت عال مكبرات الصوت. وهكذا بدأت مصلحته لمدة ثلاثين عاما في إذاعة المعرض الجوي.
فرق العروض:
- طيور الثلج، (Snowbirds) كندا، (سنويا). (فريق سلاح الجو، القوات رقم 431).
- سكاي هوكس ، كندا (فريق المظلة).
- طيور الصاعقة، USAF.
- الملائكة الزرق، فريق البحرية الأمريكية الإستعراضي.
- سرب الدخان (إسكوادريلها دا فوماكا)، البرازيل 1985،1986،1987،1995.
- دورية فرنسا، 1986.
- فريس تريكولوري، إيتالي 1986.
- إسكوادريلا دي ألتا أكروباسيا هالكونيس، تشايل 1995.
- فرسان روسيا، روسيا، 1993.
- غولدن سنتنيرس، كانادا، 1967.
- فريق برتلينج النفاث، 2015، 2016.

## الحوادث والحوادث أثناء العرض الجوي
- 8 أغسطس 1969: ظهر طائرة بوينغ 747 على بعد 75 ميلا من بانفيلد في إيفرت بولاية واشنطن كان أول ظهور لها مظهرا عاما لاستكمال ثلاث رحلات جوية من اليسار إلى اليمين بما في ذلك تمرير بطيء منخفض المستوى في اليوم الأول من أيام البث الحي. بعد دخول موستانج مصغرة مباشرة خط الطيران من اليسار لتمرير منخفض مقلوب. بالقرب من خط الوسط، قام موستانج الصغير بتوجيه عنف وحماسة في الأرض مما أدى إلى مقتل الطيار، وهو مدرب الطيران البالغ من العمر 20 عاما سكوت نيلسكوغ من ولاية واشنطن. وكان التحديد أن دوامة أعقاب المتبقية من تمرير 747 توالت ميني موستانج مما أدى إلى تحطم قاتلة.
- 12 أغسطس 1973: خلال تشكيل رباعي دخلت طائرة القوات الكندية سف-101 الفودو «بالقصور الذاتي في لفة اقتران» التي طغت على الطائرات مما أدى إلى تفككها في الهواء على شكل عدة كرات من اللهب. وتم طرد أفراد الطاقم بأمان من خلال كرة النار. ولم تحدث إصابات هبط الحطام في ولاية واشنطن جنوب مطار أبوتسفورد.[6]

## معرض الصور

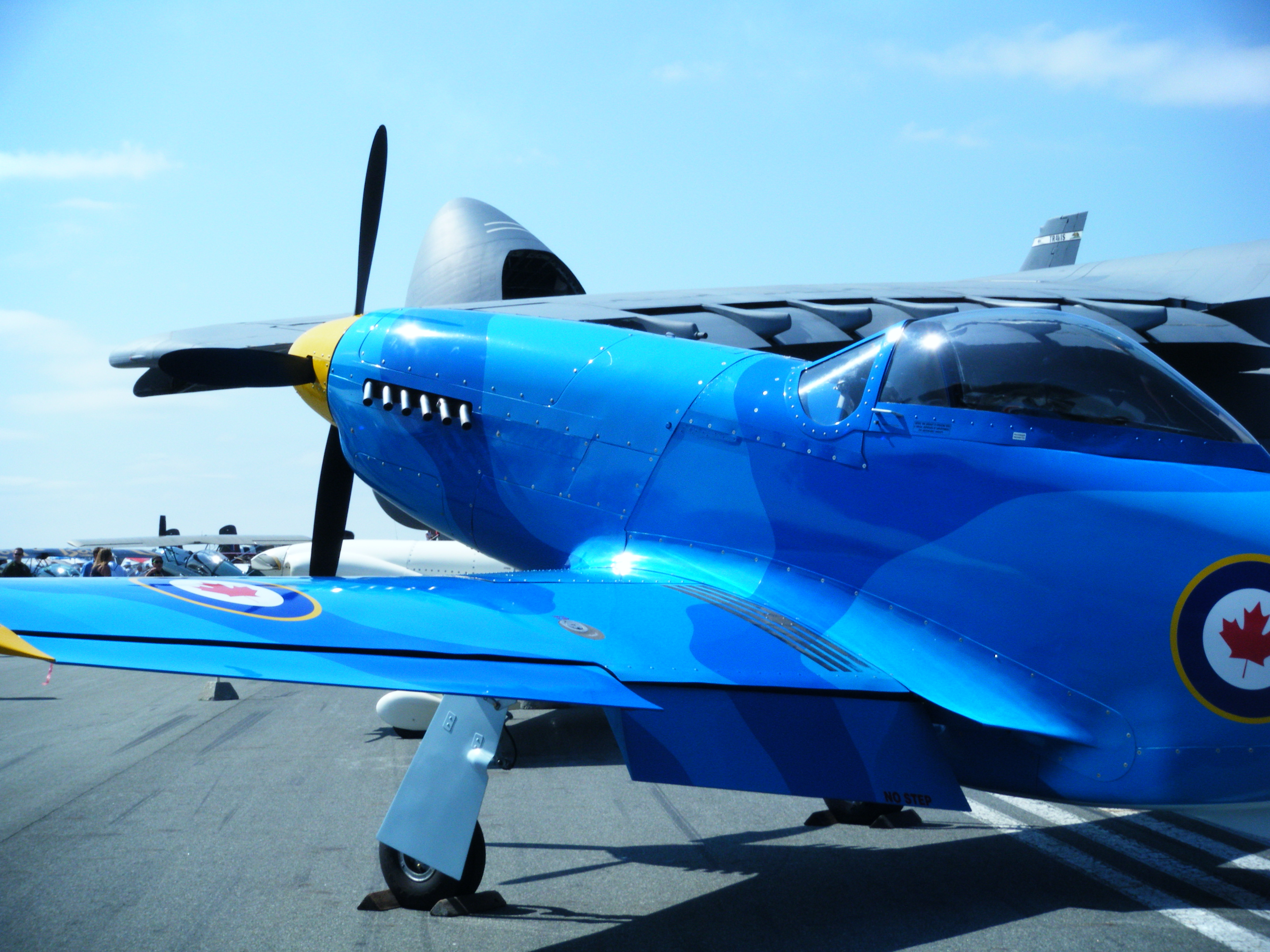
طائرة من طراز موستناج P-51 في معرض أبوتسفورد الدولي للطيران
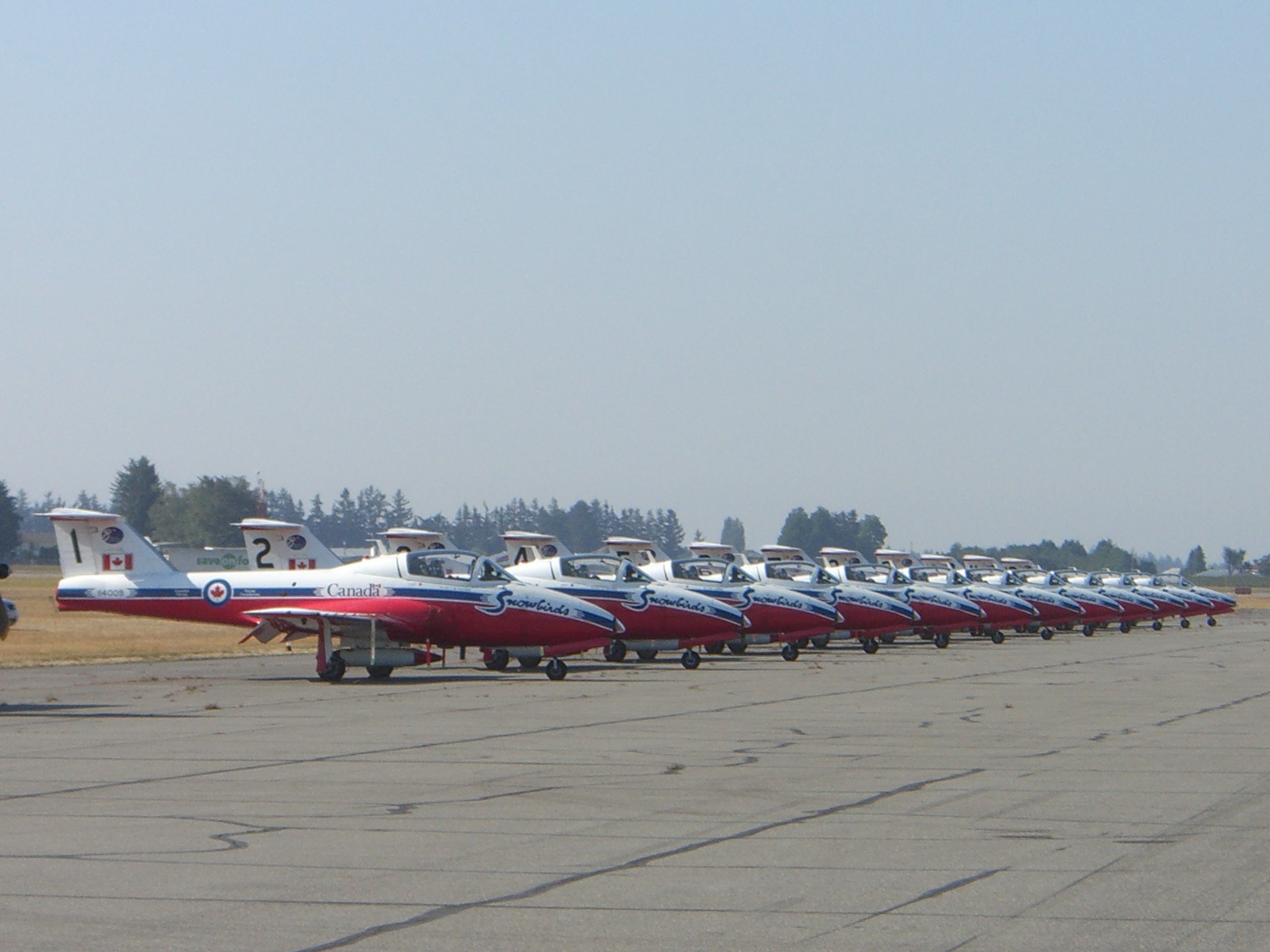
فريق طيور الثلج في معرض أبوتسفورد الدولي
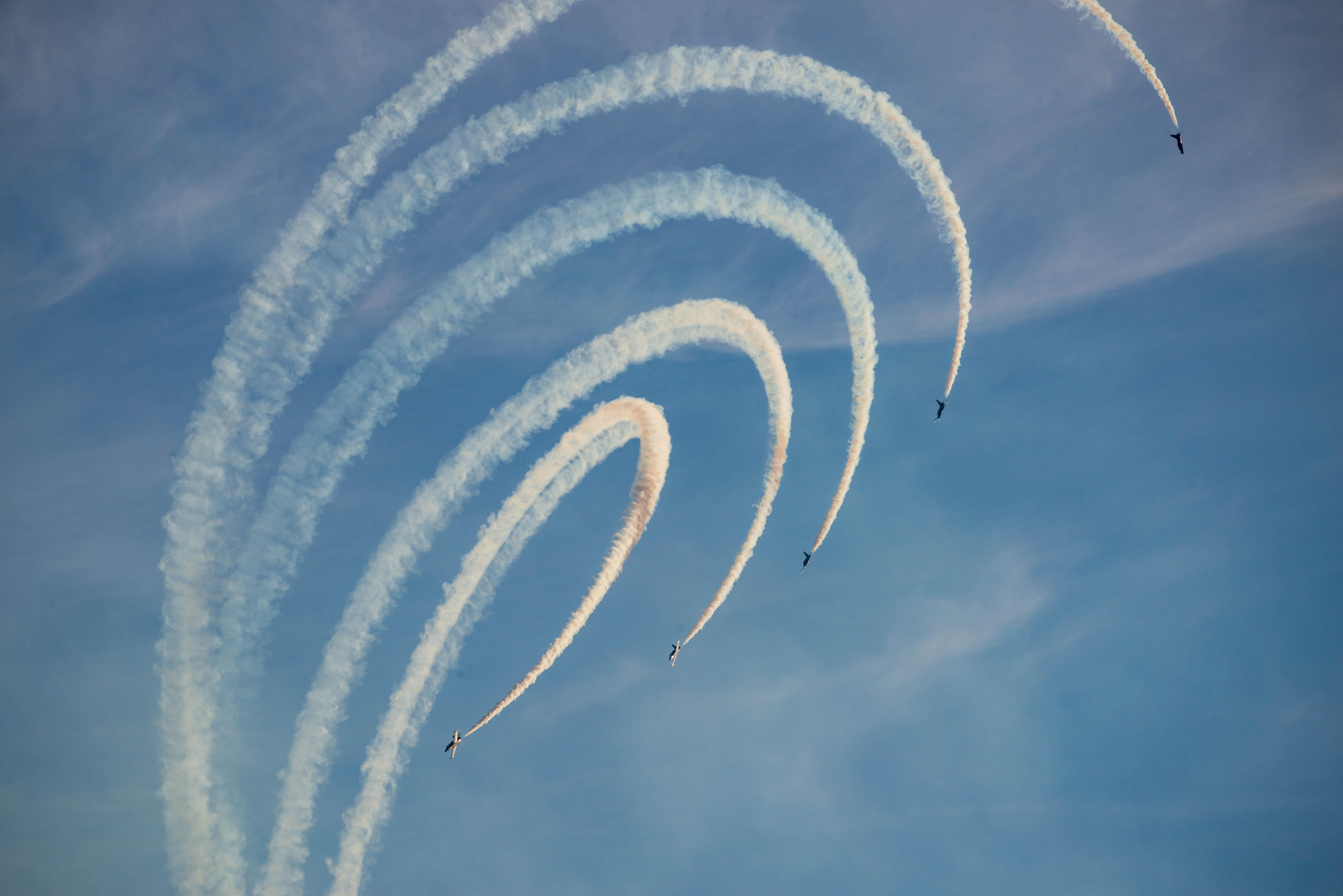
معرض أبوتسفورد الدولي للطيران 2016
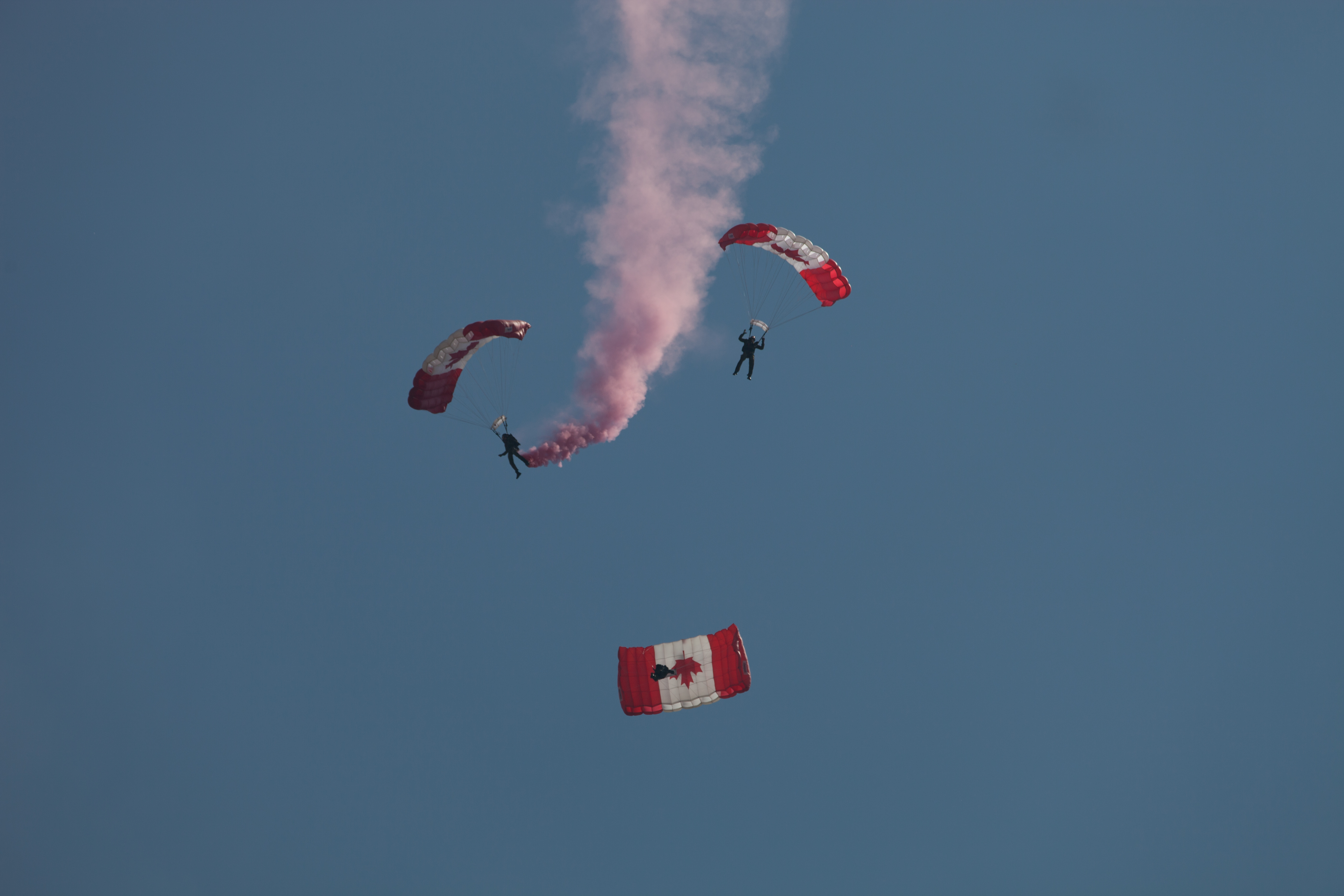
معرض أبوتسفورد للطيران 2011
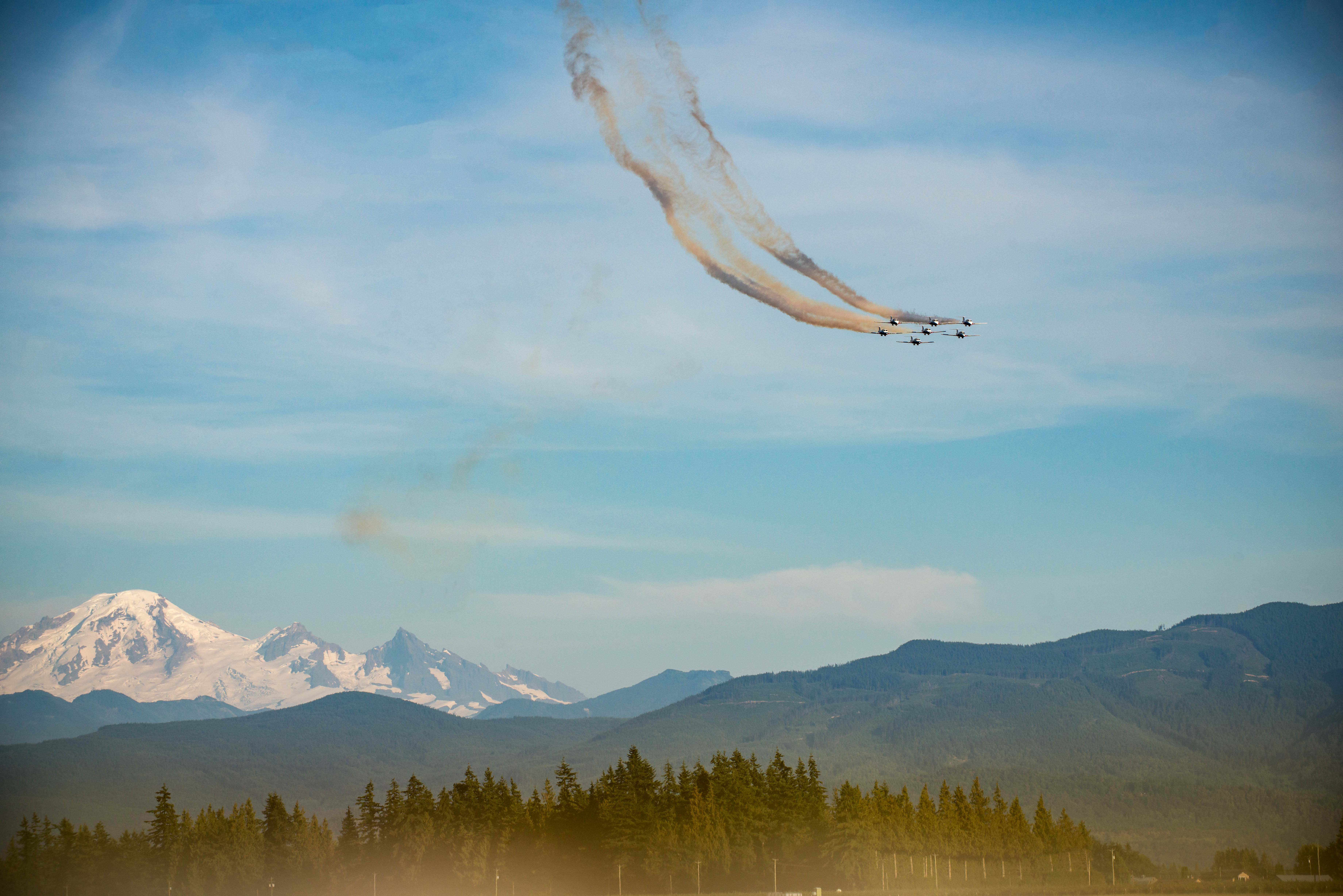
معرض أبوتسفورد الدولي 2016
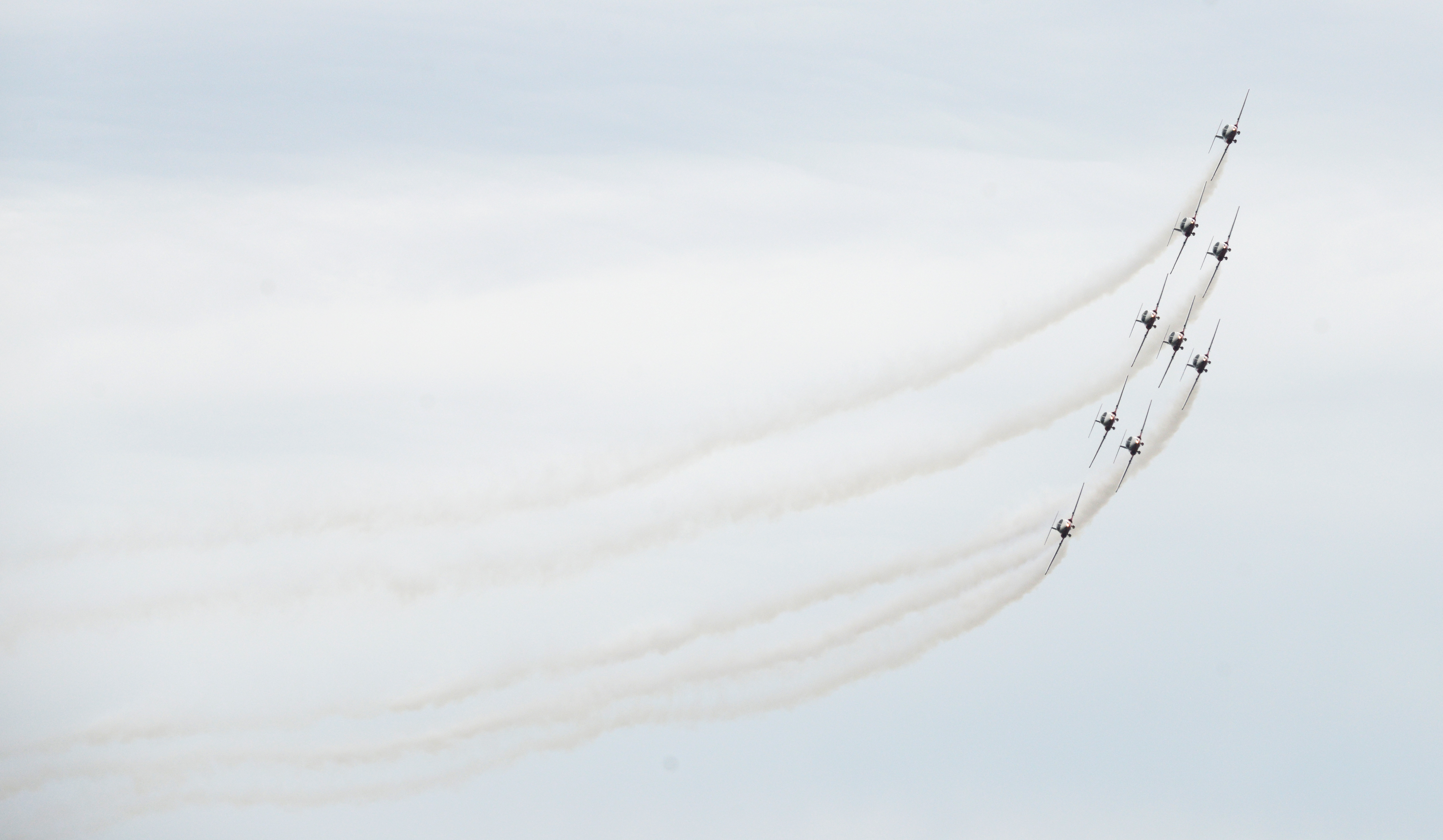
معرض أبوتسفورد الدولي للطيران 2015
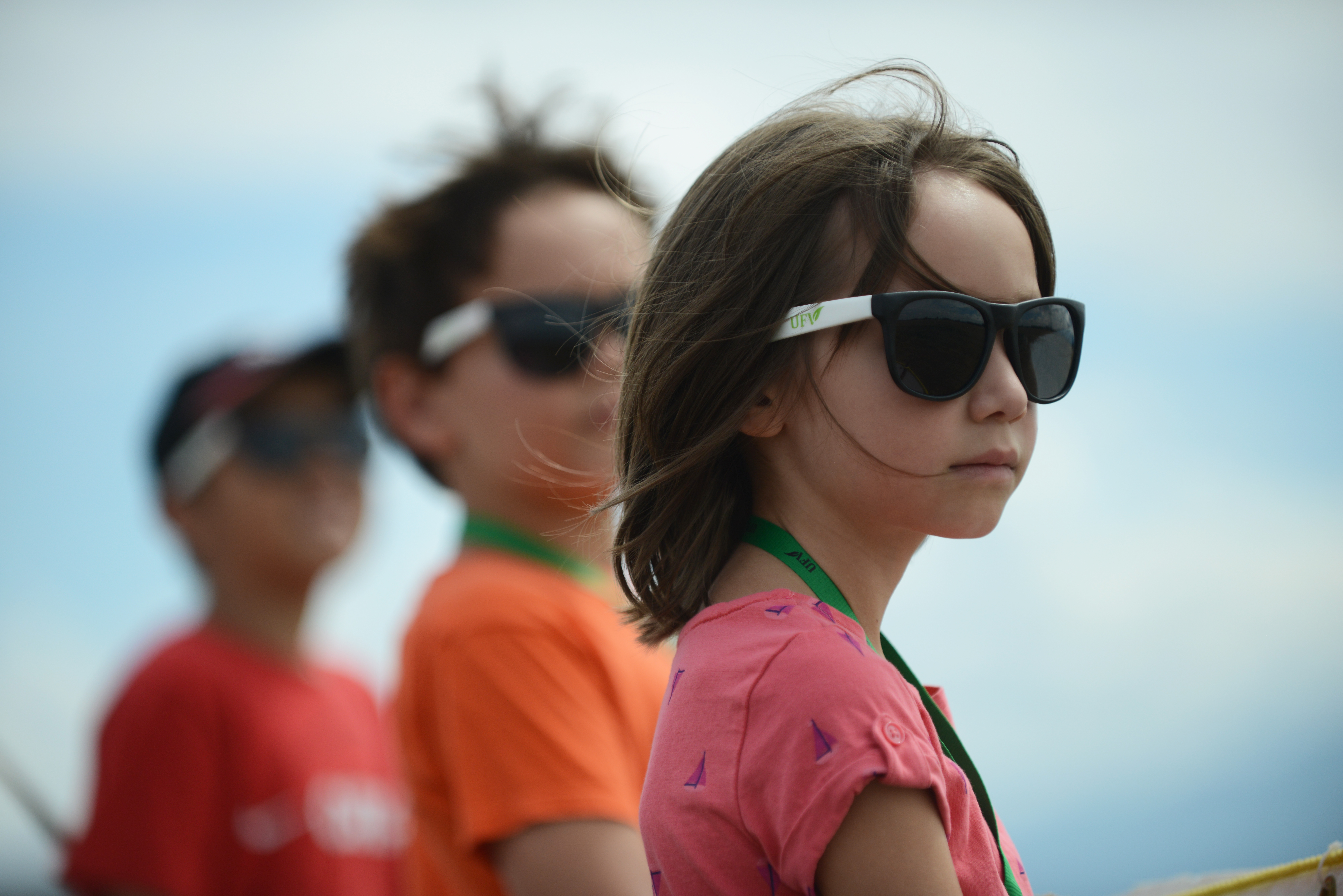
معرض أبوتسفورد 2015
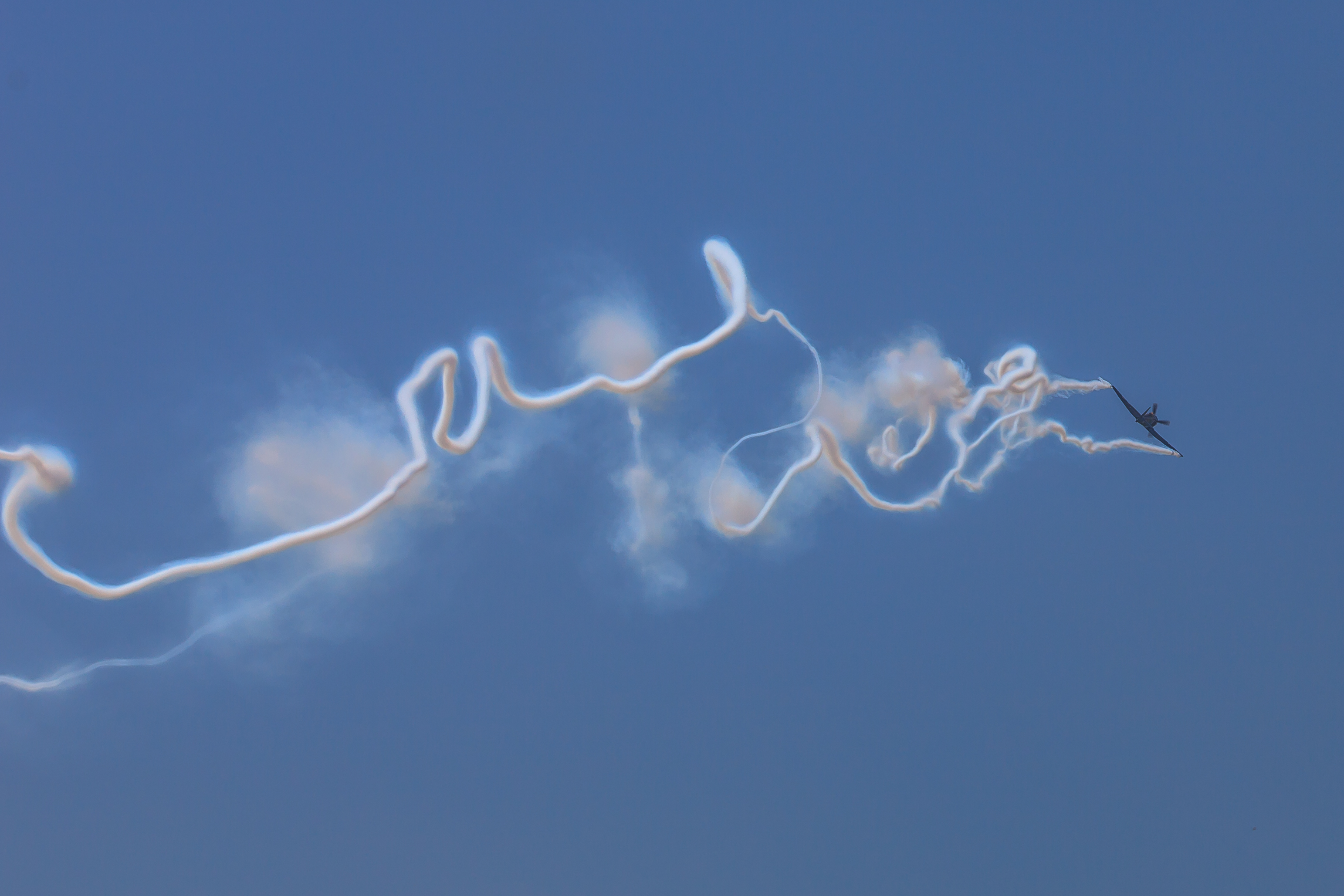
أبوتسفورد للطيران 2016

## انظر ايضًا
- معرض برلين الدولي للطيران
- معرض بيجين هيل الدولي للطيران
- معرض أستراليا الدولي للطيران
- معرض رادوم للطيران
- طيور الصاعقة
- الملائكة الزرق
- طيور الثلج

## وصلات خارجية
- الموقع الرسمي لمعرض أبوتسفورد الدولي للطيران (بالإنجليزية)